# Галловей Тауншип (Нью-Джерсі)
Галловей Тауншип (англ. Galloway Township) — селище (англ. township) в США, в окрузі Атлантик штату Нью-Джерсі. Населення — 37 813 особи (2020).

## Демографія
Згідно з переписом 2010 року, у селищі мешкало 37 349 осіб у 13 067 домогосподарствах у складі 9176 родин. Було 14132 помешкання
Расовий склад населення:
| - 71,9 % — білих - 11,4 % — чорних або афроамериканців - 10,0 % — азіатів - 0,3 % — корінних американців - 3,4 % — осіб інших рас |

До двох чи більше рас належало 2,9 %. Частка іспаномовних становила 10,0 % від усіх жителів.
За віковим діапазоном населення розподілялося таким чином: 21,3 % — особи молодші 18 років, 65,0 % — особи у віці 18—64 років, 13,7 % — особи у віці 65 років та старші. Медіана віку мешканця становила 38,6 року. На 100 осіб жіночої статі у селищі припадало 90,1 чоловіків;  на 100 жінок у віці від 18 років та старших — 86,8 чоловіків також старших 18 років.
Середній дохід на одне домашнє господарство  становив 78 500 доларів США (медіана — 61 530), а середній дохід на одну сім'ю — 86 665 доларів (медіана — 70 444). Медіана доходів становила 46 987 доларів для чоловіків та 41 784 долари для жінок. За межею бідності перебувало 8,2 % осіб, у тому числі 13,3 % дітей у віці до 18 років та 6,9 % осіб у віці 65 років та старших.
Цивільне працевлаштоване населення становило 17 862 особи. Основні галузі зайнятості: мистецтво, розваги та відпочинок — 29,5 %, освіта, охорона здоров'я та соціальна допомога — 24,8 %, роздрібна торгівля — 12,0 %, науковці, спеціалісти, менеджери — 7,4 %.